# Упеник, Николай Александрович
Николай Александрович Упеник (укр. Микола Олександрович Упеник, 1 (14) июня 1914 — 11 сентября 1994) — украинский советский поэт и публицист; ветеран Великой Отечественной войны.

## Биография
Родился в 1914 году в слободе Платово-Ивановка Родионово-Несветаевского района Ростовской области, в семье рабочего. Пятнадцатилетним юношей, по окончании семилетки, поступил учиться в школу ФЗУ при заводе имени В. И. Ленина в Луганске. По окончании на том же предприятии работал слесарем.
Печататься начал в 1931. Член Коммунистической партии с 1932. Первый сборник стихов вышел в 1935 году. Сотрудничал в «Луганской правде».
В 1936—1938 годы учился в Литературном институте имени А. М. Горького в Москве. В 1940 году окончил вечернее отделение Ворошиловградского педагогического института.
С первого дня Великой Отечественной войны, как солдат известного 253-го Таращанского стрелкового полка (45-я стрелковая дивизия) принимал участие в боях на Юго-Западном фронте, затем — в обороне Киева и Сталинграда, в освобождении Украины и Молдавии. Награждён орденом Отечественной войны II степени и боевыми медалями.
Почётный гражданин Краснодона.
Похоронен в Киеве на Байковом кладбище.

## Творчество
Является автором ряда книг, посвященных шахтерскому труду и возвеличиванию советской жизни: «Краснодонская тетрадь» (1947), «Слово о вечной дружбе» (1949), «Украинская поэма» (1950), «Отчизна мира» (1951), «Багряные листья» (1974) и др.
Значительную часть своих произведений Упеник посвятил людям родного Донбасса и героям Отечественной войны.
Первый сборник стихов «Лирика» («Лірика») вышел в 1935. За ним последовали сборникии «Стихотворения» («Поезії», 1946), «Краснодонская тетрадь» («Краснодонський зошит», 1947), «Украинская поэма» («Українська поема», 1950), «Отчизна мира» («Вітчизна миру», 1951), «Светлый горизонт» («Ясний виднокруг», 1955), «Самое дорогое» («Найдорожче», 1963), «Песни с дороги» («Пісні з дороги», 1964), «Этим живу» («Цим живу», 1971).
Автор книг для детей. Автор сценариев документальных фильмов: «Серця молодих» (1957) и «Україна 1960» (1960).
На стихи Н. Упеника в переводе Л. Титовой и на музыку Е. Жарковского написана песня «Донецкие ночи», исполнявшаяся Евгением Беляевым.
Сливаются Донец и Дон
 В один поток, как небо синий.
 Сердечный, искренний поклон,
 Земной поклон тебе, Россия.